# Girardinus denticulatus
Girardinus denticulatus är en fiskart som beskrevs av Garman, 1895. Girardinus denticulatus ingår i släktet Girardinus och familjen Poeciliidae. Inga underarter finns listade i Catalogue of Life.